# Glioannellodochium australiense
Glioannellodochium australiense är en svampart som beskrevs av Matsush. 1989. Glioannellodochium australiense ingår i släktet Glioannellodochium, divisionen sporsäcksvampar och riket svampar.   Inga underarter finns listade i Catalogue of Life.